# Mario Bernardo Ramírez Canul
Mario Bernardo Ramírez Canul (Chetumal, 20 de agosto de 1944) es un político mexicano, licenciado en Derecho, egresado de la UNAM en 1970. Diputado Constituyente del  Estado Libre y soberano de Quintana Roo

## Semblanza
Su formación política y profesional inició como el presidente en la Junta Local de Conciliación y Arbitraje del Territorio de Quintana Roo. Fue, simultáneamente, profesor de Economía en el Centro de Estudios de Bachillerato Técnico Eva Sámano de López Mateos (1971-1974). Del 73 al 74, fue director general de esta institución, fundada en Chetumal por el gobernador del Territorio Aarón Merino, en 1962. También fue profesor de Problemas Políticos y Sociales de México en la Escuela Preparatoria (1972-1973), y de Introducción al Estudio del Derecho en la Escuela Técnica Industrial Num. 62 (1972-1975). Su labor como secretario general del Comité Territorial del Partido Revolucionario Institucional (1972-1976) y
como presidente de la Comisión Tripartita del Territorio (1972-1974), le ofreció la experiencia
necesaria para ser Oficial Mayor y Secretario Particular del primer gobernador del Estado del Quintana Roo Jesús Martínez Ross. Hoy, es un distinguido notario público que despacha en la ciudad de Cancún.

## Congreso Constituyente el Estado de Quintana Roo
El 8 de octubre de 1974, con motivo de la creación de este Estado, el gobernador provisional convocó a elecciones para diputados constituyentes, las cuales se efectuarían el 10 de noviembre de ese mismo año.
Una vez integrada la primera legislatura del Congreso del Estado, en sesión del 4 de diciembre de 1974 se dio entrada al anteproyecto de ley para dotar al estado de su propia constitución, la cual fue aprobada el 9 de enero de 1975 y promulgada tres días más tarde.
Esta primera legislatura fue elegida con siete diputados propietarios, por el mismo número de distritos locales en que se dividió el Estado y sesionó en un local ubicado en la intersección de las avenidas Álvaro Obregón y General Anaya, en la ciudad de Chetumal. En la actualidad es el teatro Constituyentes del 74.